# Viktor K. Prasanna
Viktor K. Prasanna, auch V. K. Prasanna Kumar, (* 10. August 1956 in Mysore) ist ein indisch-US-amerikanischer Computeringenieur. Er ist Professor für Elektrotechnik und Informatik an der University of Southern California (USC).
Prasanna erhielt 1976 seinen Bachelor-Abschluss in Elektronik an der Universität Bangalore, seinen Master-Abschluss 1978 am Indian Institute of Science (School of Automation), arbeitete 1978/79 als Ingenieur bei Processor Systems Limited in Indien,  und wurde 1983 an der Pennsylvania State University bei Joseph Farid Jaja promoviert (Communication Complexity of Various VLSI Models).  1983 wurde er Assistant Professor, 1989 Associate Professor und ab 1994 Professor an der University of Southern California. Er hat dort seit 2006 den Charles Lee Powell Lehrstuhl für Elektrotechnik und ist Leiter des Center for Energy Informatics (CEI).
Außerdem ist er am USC geschäftsführender Direktor des USC-Infosys Center for Advanced Software Technologies (CAST), Mitglied des Center for Applied Mathematical Sciences (CAMS) und des USC-Chevron Center of Excellence for Research and Academic Training on Interactive Smart Oilfield Technologies (CiSoft).
Er befasst sich mit Hochleistungsrechnern, Parallel-Rechnen und Parallel-Architekturen (VLSI-Systeme), zum Beispiel in der Bildverarbeitung und im Computer-Sehen, verteiltem Rechnen, Cloud Computing, Reconfigurable Computing und intelligenten Energiesystemen. Unter anderem befasste er sich mit algorithmischer Optimierung in Systemen mit FPGAs (Field Programmable Gate Arrays) zur Leistungsbeschleunigung und ist hier Urheber der bei FPGAs viel verwendeten parallel reconfigurable mesh interconnection architecture. Seine Erfindungen fanden Anwendung in der Leistungsoptimierung von Computerspeichern, Cache-basierter Signalverarbeitung und Energie-Optimierung von Parallelrechnern.
2015 erhielt er den W. Wallace McDowell Award für Beiträge zum Rekonfigurierbaren Rechnen und er erhielt 2005 den Okawa Foundation Research Award. Er ist Fellow des Institute of Electrical and Electronics Engineers (1996), der Association for Computing Machinery (ACM, 2008) und der American Association for the Advancement of Science. 2003 bis 2006 war er Herausgeber von IEEE Transactions on Computers  und ist Herausgeber des Journal of Parallel and Distributed Computing. Prasanna war Gründungsvorstand des IEEE Computer Society Technical Committee on Parallel Processing und steht dem Leitungsgremium der International Conference on High Performance Computing (HiPC) vor und ist Ko-Leiter des Leitungsgremium des International Parallel & Distributed Processing Symposium (IPDPS). 2007 wurde er Ehrendoktor der Universität Genf. 2022 wurde Prasanna zum auswärtigen Mitglied der Academia Europaea gewählt.

## Schriften
- als Herausgeber: Parallel architectures and algorithms for image understanding. Academic Press, 1991.
- mit A. Bakshi: Architecture-independent programming for wireless sensor-networks. Wiley, 2008.
- mit Jinzhao Ou: Energy-efficient hardware-software co-synthesis using reconfigurable hardware. Taylor and Francis, 2009.
- mit Yang Yu und Bhaskar Krishnamachari: Information processing and routing in wireless sensor networks. World Scientific, 2006.
- mit Reetinder Sidhu: Fast Regular Expression Matching Using FPGA, The 9th IEEE International Symposium on Field-Programmable Custom Computing Machines (FCCM'01), April 2001.
- mit Yogesh Simmhan, Vaibhav Agarwal, Saima Aman, Alok Kumbhare, Sreedhar Natarajan, Nikhil Rajguru, Ian Robinson, Samuel Stevens, Wei Yin und Qunzhi Zhou: Adaptive Energy Forecasting and Information Diffusion for Smart Power Grids, The Fifth IEEE International Scalable Computing Challenge (SCALE '12), Mai 2012.